# Gymnocoleopsis multiflora
Gymnocoleopsis multiflora är en bladmossart som först beskrevs av Franz Stephani, och fick sitt nu gällande namn av Rudolf Mathias Schuster. Gymnocoleopsis multiflora ingår i släktet Gymnocoleopsis och familjen Cephaloziellaceae. Inga underarter finns listade i Catalogue of Life.